# Colorado Wolf and Wildlife Center
Le Colorado Wolf and Wildlife Center  est un parc zoologique américain situé près de Divide, dans le Colorado. Fondé en 1993, il se focalise sur la préservation des loups.